# 浜屋百貨店
株式会社浜屋百貨店（はまやひゃっかてん、英: Hamaya Department Store Corporation）は、長崎県長崎市に本社を置く企業（日本の百貨店）。
2013年（平成25年）以後は長崎浜屋（ながさきはまや）のみを経営している。日本百貨店協会加盟。

## 歴史
「大長崎発展のため欠くべからず」として長崎県や長崎市商工会議所、地元商店街の支援を受けつつ、長崎財界の実業家から出資を集めて、藤木喜平が株式会社浜屋百貨店を設立して、1939年（昭和14年）12月15日に浜屋百貨店を開いたことが始まり。
太平洋戦争後は1953年（昭和28年）12月1日に増床し、1958年（昭和33年）11月29日にも増床して長崎で最大級の売場面積を誇る百貨店となり、1963年（昭和38年）2月に福岡市に本店を置く岩田屋と資本・業務提携してその傘下に入りながら、同じ地場資本の百貨店岡政（後の長崎大丸）や1969年（昭和44年）5月に佐世保市から進出してきた佐世保玉屋が経営する長崎玉屋などのライバルの百貨店と激しい競争を繰り広げ、長崎玉屋も一部フロアを閉鎖して縮小し、2010年（平成22年）7月に長崎大丸が閉店したため、長崎市内では事実上最後の百貨店として生き残ることに成功している。
また、1983年（昭和58年）5月に長崎県大村市の中心市街地本陣通りに大村浜屋を開業して百貨店の多店化を進めたほか、1987年（昭和62年）には長崎市の住宅団地のダイヤランド内にスーパーマーケットのハマヤショッピングセンターを開業するなど岩田屋と同様に小売業での多店化・多角化を行った。
しかし、大村浜屋は1989年（平成元年）度に売上高約41.99億円を上げたが、1995年（平成7年）4月に大村市の郊外に進出したジャスコ大村店の影響で急激に中心市街地の来街者が減少した影響を受けて、1996年（平成8年）2月に6階売場を縮小し、2003年（平成15年）3月にジャスコ大村店が増床すると今度は3-5階の売場を閉鎖とジャスコの進出・増床の度に縮小し、最晩期は地下1階-地上2階のみで売場面積は開業時の約8,600m2半分以下の約3,970m2で営業してする形となった。2012年（平成24年）2月期に売上高約9.48億円へ落ち込んで4300万円の赤字となるなど開業以来一度も黒字とならなかった上、今後も売り上げ増が見込めないためとして、2013年（平成25年）3月に閉店することになった。
また、ハマヤショッピングセンターも近隣に大手スーパーが進出して業績が低迷し、2012年（平成24年）2月期に売上高約5.12億円と最盛期の約半分まで落ち込み、店舗も老朽化していたため、大村店よりも一足早く2012年（平成24年）10月21日で閉店となった。
長崎の百貨店の中では地域一番店の地位を守り、1997年（平成9年）2月期の売上高210.08億円を2000年（平成12年）2月期でも約206.45億円と僅か1.7%の減少にとどめ、1997年（平成9年）の売上高85.42億円を2000年（平成12年）2月期に約75.57億円と11.5%減少させた長崎大丸や、同じく1997年（平成9年）の売上高239.08億円を2000年（平成12年）2月期に約212.79億円と11.0%の減少させた佐世保玉屋(長崎玉屋も経営)などのライバルより落ち込みを少なくしたほか、JR長崎駅のアミュプラザや元船町にイズミの夢彩都が2000年（平成12年）に進出した後は売上が減少したものの2005年（平成17年）2月期には増収増益を達成するなど営業努力を続け、2011年（平成23年）7月に、過去最高の98年2月期（85億円）に比べ売上高が約4割減少し49.26億円となり赤字が続いていた長崎大丸が閉店に追い込まれる厳しい状況下で、百貨店としての存続に成功している。
また、近年は加賀能登のれん会と提携した石川県の食品、工芸関連の伝統産業ツアーを2008年（平成20年）3月に実施したり、2012年（平成24年）1月からは井筒屋、鶴屋百貨店、トキハ、山形屋、佐賀玉屋、佐世保玉屋、県民百貨店、リウボウインダストリーという九州の地場資本の百貨店が大同団結した商品開発と共同仕入れに参画するなど新たな動きも見せている。
2015年（平成27年）1月15日に「浜町地区市街地再開発準備組合」が設立され、当社会長の中牟田真一が副理事長に就任し、当店を中心とした地区の市街地再開発を行う計画が同月30日に発表された。

### 沿革
- 1939年（昭和14年）
  - 12月15日 - 浜屋百貨店が開業（地下1階、地上2階建ての木造建築、売場面積3,098m2）[2]。
    - 建築用鋼材の使用統制があったが、地下1階は防空用待避所となるということで、地階だけ鉄筋コンクリートが認められた。

  - 12月16日 - 夜間営業を開始。
- 1940年（昭和15年）
  - 2月末 - 第2期工事が完了。
  - 3月10日 - 全館開店。
  - 4月21日 - 落成式を挙行。当時の従業員数約370名。
- 1945年（昭和20年）10月3日 - 県・市・県商工経済会のあっ旋により、岡政百貨店（後の長崎大丸、2011年7月閉店）・丸善出張所とともに、占領軍向け土産品売店として開店。
- 1953年（昭和28年）12月1日 - 増床[2]。
- 1958年（昭和33年）11月29日 - 二度目の増床[2]。
- 1963年（昭和38年）2月 - 岩田屋と資本･業務提携[9]。
- 1974年（昭和49年）10月4日 - 増築工事が完成し、8階建てとなる。電車通り側に新館を建設。売上面積が1万2,300m2に拡大。
- 1983年（昭和58年）5月 - 長崎県大村市に大村浜屋を開業[11]。
- 1987年（昭和62年） - 長崎市にスーパーマーケットのハマヤショッピングセンターを開業[12]。
- 2012年（平成24年）10月21日 - ハマヤショッピングセンターを閉店[15]。
- 2013年（平成25年）3月末 - 大村浜屋を閉店[16]。
- 2015年（平成27年）1月15日 - 「浜町地区市街地再開発準備組合」が設立され、当社会長の中牟田真一が副理事長に就任[21]。

## 経営体制
創業家の藤木家から、創業者の藤木喜平の息子である藤木博が取締役会長を務め、藤木健司が取締役総務部長を務めた。
岩田屋の創業家から中牟田新一が1990年（平成2年）5月から2014年（平成26年）5月まで代表取締役社長を務めた後、同年5月21日付で代表取締役会長に就任している。
この様に両家による共同経営の形になっているが、創業時から長崎財界の共同出資であり、完全な同族会社とはいえない。
また、岩田屋が伊勢丹の支配下に入った後も岩田屋で取締役を務めていた中牟田新一社長がその後岩田屋の執行役員への降格を経て退任し、他の役員の派遣もされていないため、現在は岩田屋三越や三越伊勢丹ホールディングスとの間で役員の兼務がなくなっているだけでなく、かつては取引関係にあった浜屋友の会と岩田屋の取引がなくなり、浜屋友の会は従来通り浜屋の100%出資子会社であるにもかかわらず、三越伊勢丹ホールディングスの関係会社から外れている。
そして、2010年（平成22年）に岩田屋が系列のカード会社だったエージーカードを三洋信販に譲渡して連結対象から外すと共に提携カードを三越伊勢丹系のエムアイカードに変更した際には、浜屋百貨店はエージーカードの代わりとして九州日本信販と提携した浜屋aiカードの発行するなど業務上の関係は中牟田家が岩田屋を経営していた頃に比べて薄れた面がある。
2010年（平成22年）3月31日期の株式会社岩田屋三越第81期有価証券報告書の個別注記表では、浜屋百貨店本体と岩田屋三越の取引関係は従来からの長期貸付金の貸付継続とその元利の支払を行っていることだけが取引関係であり、かつ、浜屋百貨店への長期貸付金全額(11.69億円)を貸倒れ引当金計上している旨が記載される状況となっているが、岩田屋が事実上破綻して伊勢丹に救済される形で傘下入りして、その持ち株がそのまま株式会社岩田屋三越の保有に移行したため、三越伊勢丹ホールディングスの持分法適用会社となっていたが、2012年3月30日付で岩田屋三越が保有株式の一部を売却したことにより、持分法適用会社から除外された。
また、岩田屋出身で岩田屋三越の取締役常務執行役員も務めた栗山次郎が、2013年（平成25年）5月に当社専務取締役に就任した後、2014年（平成26年）5月21日付で中牟田新一の後任として代表取締役社長に就任している。

## 店舗

### 営業中の店舗

#### 長崎浜屋
2013年4月以降は長崎市の店舗のみ。
長崎市の中心市街地にある最大の繁華街浜町アーケード内にある本店で商店街の中核的な店舗となっている。
2011年（平成23年）7月以降は閉店した博多大丸長崎店の顧客を取り込み、売上を拡大した。
- アクセス
  - 長崎電気軌道本線観光通停留場
  - 長崎自動車 浜の町バス停

| 階  | 長崎浜屋 フロア概要                                                             |
| --- | ------------------------------------------------------------------------------- |
| RF  | （閉鎖中） 2024年5月6日まではプレイランドが営業。ほか、売店、展望施設。         |
| 8F  | 催事場、美術ギャラリー、レストラン                                              |
| 7F  | 子供服、友の会サロン、外商サロン                                                |
| 6F  | ダイニング、リビング、生活雑貨、寝具                                            |
| 5F  | メンズファッション、宝飾、時計、家具、旅行用品                                  |
| 4F  | レディスファッション、レディスフォーマル、カフェ                                |
| 3F  | レディスファッション、インナー                                                  |
| 2F  | ヤングレディスファッション                                                      |
| 1F  | 総合案内所、化粧品、アクセサリー、ハンドバッグ、婦人靴、ベーカリー、カフェ、ATM |
| B1F | 生鮮食品、一般食品、全国銘菓、土産品、酒、生活雑貨、化粧品                      |

#### 浜屋サロン（サテライト店舗）
5店舗のうち3店舗はイオングループの商業施設内に入居している。
- 長与サロン（西彼杵郡長与町 イオンタウン長与内）
- 諫早サロン (諫早市) ※2024年10月時点で営業している浜屋サロンで唯一の路面店
- 島原サロン (島原市 イオン島原店内)
- 大村サロン (大村市 イオン大村ショッピングセンター内)
- ココウォークプラザ（長崎市 みらい長崎ココウォーク内）

※全国百貨店共通商品券は使用可（購入はココウォークプラザを除く浜屋サロンでも可能）。

### かつてあった店舗

#### 大村浜屋
大村市の中心商店街の活性化を目指した地元商店街を挙げた誘致を受けて1983年（昭和58年）5月に完全子会社の大村浜屋として開業した百貨店で、大村市の本町アーケード商店街の一角のかつての長崎街道大村宿の本陣の近くにあり、店舗に隣接して専用駐車場を備えていた。
1989年（平成元年）度に売上高約41.99億円を上げたが、1995年（平成7年）4月に大村市の郊外に進出したジャスコ大村店（現：イオン大村店）の開業とその後の増床の影響で周辺の商店街と共に来店者と売上の減少に見舞われ、1996年（平成8年）2月に6階売場を縮小し、2003年（平成15年）3月にジャスコ大村店が増床すると今度は3-5階の売場を閉鎖とジャスコの進出･増床のたびに縮小し、最晩期は地下1階-地上2階のみで売場面積は開業時の約8,600m2半分以下の約3,970m2で営業してする形となった。
そのため、開業以来一度も黒字とならず、2000年（平成12年）には浜屋百貨店が大村浜屋を吸収合併して直営の支店として再建を進めたが、2012年（平成24年）2月期に売上高約9.48億円へ落ち込んで4300万円の赤字となり、今後も売り上げ増が見込めないとして2013年（平成25年）3月に閉店することになった。
地下1階以外はビルを賃貸していたため閉店後は退去し、近隣に贈答品や衣料品などを扱う小型店舗「大村サロン」を開設し、外商などの営業を引継いだ。
この撤退により、当店前に2014年（平成26年）完成予定で市民交流プラザの建設を進め、上駅通り地区再開発事業のマンションと商業棟との複合施設との間約400mの商店街を「2核1モール」として中心市街地活性化を目指していた大村市の構想は核となる店舗を失う形となった。
| 階  | 最晩期のフロア概要                                                           |
| --- | ---------------------------------------------------------------------------- |
| RF  | 閉鎖中                                                                       |
| 6F  | 閉鎖中                                                                       |
| 5F  | 閉鎖中                                                                       |
| 4F  | 閉鎖中                                                                       |
| 3F  | 催事場（閉鎖の場合あり）                                                     |
| 2F  | レディスファッション、レディスフォーマル、インナー                           |
| 1F  | 総合案内所、化粧品、アクセサリー、ハンドバッグ、婦人靴、旅行用品、レストラン |
| B1F | 生鮮食品、一般食品、全国銘菓、土産品、酒、生活雑貨、ダイニング               |

その後2019年4月1日にこの旧大村浜屋ビルの再利用計画として整備され「中心市街地複合ビル(愛称:プラットおおむら)」としてオープンしており、近隣にあった「西沢本店大村店」が1Fの一区画に移り、大村市社会福祉協議会、大村市商工会議所、大村市医師会、学校法人鎮西学院長崎ウエスレヤン大学大村サテライトキャンパス等がある。

#### ハマヤショッピングセンター
長崎市の住宅団地のダイヤランド内で営業していた完全子会社が経営していたスーパーマーケット。
近隣に競合する大手スーパーなどが進出した影響を受け、2012年（平成24年）2月期に売上高約5.12億円と最盛期の約半分まで落ち込み、店舗も老朽化していたため、2012年（平成24年）10月21日で閉店することになった。